# Pressing
Il pressing è una tattica comune in uno sport da combattimento o uno sport con la palla (come il calcio e la pallacanestro) che consiste nell'azione decisa di molestare, stancare, respingere e dominare l'avversario per ostacolarne il passaggio e le azioni di attacco, ma anche per recuperare la palla il più rapidamente possibile.

## Applicazione
Nell'applicare il pressing, la squadra che non ha il possesso del pallone attacca - in maniera organizzata e grintosa - gli atleti della formazione opposta (per primo il portatore di palla): l'obiettivo è di limitare tempi e spazi nell'impostazione del gioco, aumentando al contempo le probabilità di un passaggio errato oppure intercettato.
Conseguenza del pressing può risultare, per la squadra che lo subisce, un arretramento o una riduzione del proprio raggio di gioco. Per un'esecuzione ottimale della tattica, è necessario che i reparti (offensivo e difensivo) si muovano con precisione e sincronia tra loro. Al contrario, la squadra attaccata può contrastare la pressione con un gioco veloce che privilegi scambi di prima e movimento degli atleti senza palla. Il fine del pressing rimane la conquista del pallone, così da poter impostare un contrattacco. A seconda della zona di campo in cui effettuato, si distingue in «alto» e «basso».

## Altre discipline
Il termine trova riscontro anche nel pugilato, dove indica la costante pressione condotta dal pugile nei confronti del suo avversario.